# Naravni rezervat Vindelfjällen
Naravni rezervat Vindelfjällen (švedsko Vindelfjällens naturreservat) je naravni rezervat v občinah Sorsele in Storuman v okrožju Västerbotten na Švedskem. Je največji naravni rezervat na Švedskem in eno največjih zavarovanih območij v Evropi, s skupno površino 562.772 ha (približno 5628 km2).
Večino rezervata sestavlja več skandinavskih gora, med katerimi so glavne Artfjället, Norra Storfjället, Ammarfjället in Björkfjället. Zastopana je večina pokrajin švedskih gora. To sega od izrazitega alpskega značaja Norra Storfjället, ki vključuje vrhunec rezervata, Norra Sytertoppen (1768 m), do planote in ravnic blizu vznožja gora. Razlike v nadmorski višini poudarjajo raznolikost kamnin v gorah. Med gorami so doline in vodne poti porečja reke Ume. To vključuje del reke Vindel, po kateri je rezervat dobil ime. Proti vzhodu se nadmorska višina znižuje in gore se umaknejo Laponskim nižinam.
Ta krajinska raznolikost vključuje tudi biotsko raznovrstnost. Rezervat pokriva primarne gozdove nordijske tajge na vzhodnih ravnicah do alpske tundre in brezovih gozdov na zahodu. Poleg tega je v njem veliko število mokrišč, ki so dom številnih vrst ptic, zlasti pri Marsivaggeu in okoli jezera Tärnasjön, ki je slednje priznano kot ramsarsko mokrišče. V gorah živi tudi polarna lisica, kritično ogrožena vrsta v Skandinaviji in eden od simbolov rezervata.
Regija je bila poseljena od konca zadnje ledene dobe oziroma pred približno 9000 leti. Prvotno so bili verjetno predniki današnjih Samijev, nomadskega ljudstva severne Evrope. Sprva so se preživljali z nabiranjem in lovom, zlasti jelenov, postopoma pa so razvili kulturo, ki je temeljila na vzreji in živinoreji, kar kaže na selitve živali na druga mesta. Ta življenjski slog je pustil le malo sledi, vendar so po pokrajini našli nekaj pasti, starih temeljev, grobnic in različnih artefaktov. Čeprav so delno prevedena v švedščino, geografska imena v regiji ponujajo nekaj informacij o življenju in kulturi Samijev. Švedi so območje začeli kolonizirati v 18. stoletju, spodbujeni s spodbudami države. Prebivalstvo v sedanjih mejah rezervata pa je ostalo minimalno. Sredi 20. stoletja so se hidroelektrarne razširile na sever države in poskušale izkoristiti reko Vindel za električno energijo, vendar so okoljski protesti uspeli zaščititi reko in njeno porečje. Leta 1974 je bil ustanovljen rezervat, ki varuje neokrnjeno naravo gora porečja reke Vindel. Leta 1988 je bil rezervat razširjen, da bi zaščitil primarne gozdove v vznožju. Nedavno so potekale razprave o preoblikovanju naravnega rezervata v narodni park, da bi izboljšali zaščito območja.
Poleg prebivalcev rezervat pozimi in poleti opažajo precejšnjo aktivnost turistov. Pohodništvo je ena glavnih dejavnosti, zlasti vzdolž znane poti Kungsleden, ki prečka rezervat vzdolž vse njegove dolžine. Poletne ceste se pozimi pogosto uporabljajo tudi za tekaške proge ali proge za motorne sani. Nazadnje različna turistična podjetja ponujajo številne ekoturistične dejavnosti. Poleg turizma se še vedno izvajajo tradicionalne dejavnosti, kot so reja severnih jelenov pri Samijih ter lov in ribolov. Nenazadnje se gore pogosto uporabljajo za znanstvene raziskave, kar omogoča prisotnost raziskovalne postaje na kraju samem.

## Toponimija
V švedščini Vindelfjällen pomeni 'gore Vindel', kar je smiselno glede na to, da reka Vindel izvira v teh gorah.
Tako kot druga območja Laponskega gorovja ima tudi rezervat številna laponska imena. Vendar pa za razliko od gora severneje tukaj živijo med kraji s številnimi švedskimi imeni. Pogosto so na primer vidne besede fjäll ('gora'), sjö/vatten ('jezero'), å/älv ('reka') itd. To je posledica tega, da so zgodnji švedski naseljenci prevajali laponska imena v švedščino, pa tudi zato, ker so ti naseljenci poimenovali prej neimenovane geografske značilnosti.

## Geografija

### Lega in meje
Rezervat je v občinah Sorsele in Storuman na severozahodu okrožja Västerbotten in na jugu zgodovinske regije Laponska na Švedskem. Oblikuje približno pravokotnik, ki se razteza pretežno v smeri vzhod-zahod. Zahodno mejo predstavlja norveška meja, severno pa meja z okrožjem Norrbotten, ki poteka približno vzdolž grebena gorovja Björkfjället. Ta pravokotnik je razdrobljen z dvema cestama, ki sta izključeni iz rezervata. Na zahodu evropska cesta E12, katere ta odsek se imenuje Blå vägen (»modra pot«), deli rezervat na dva dela in gorovje Artfjället ločuje od preostalega dela rezervata. Na vzhodu Länsväg (enakovredna »okrožna cesta«) 363 prodira globoko v dolino Vindelälven do Ammarnäsa in tako ustvarja zarezo v rezervatu. Rezervat ima skupno površino 562.772 hektarjev (več kot 5600 km2), zaradi česar je največji naravni rezervat na Švedskem in eno največjih zavarovanih območij v Evropi. Rezervat Vindelfjällen na severovzhodu meji na naravni rezervat Laisdalen (Laisdalen fjällurskog) v okrožju Norrbotten. V bližini sta tudi narodni park Pieljekaise (Švedska) in narodni park Saltfjellet-Svartisen (Norveška).

### Relief
Rezervat Vindelfjällen vključuje večino tipov švedske pokrajine; gore, visoke planote do alpskih vrhov, ki potekajo skozi planote ali gorske verige z zaobljenim profilom.
V osrčju alpske regije rezervata je gorovje Norra Storfjället. To gorovje vključuje najvišje vrhove, vključno z Norra Sytertoppen, ki je s svojo višino 1768 m najvišja točka rezervata, pa tudi okrožja Västerbotten. Drugi pomembni vrhovi gorovja so Måskostjakke (1690 m) in Södra Sytertoppen (1685 m). Gorsko verigo po sredini prečka ozka, globoka dolina Syterskalet/Viterskalet, ki je ena od ikon rezervata in jo včasih zaradi simetričnega profila primerjajo z znamenitim Lapportenom.
Preostali del rezervata sestavljajo valoviti hribi in številne vzpenjajoče se gorske verige. Na zahodnem koncu rezervata je Artfjället, ki se zaključi na 1471 m. Artfjället sestavlja več ostrih gorskih grebenov in nekaj zaobljenih vrhov. Osrednje v rezervatu je gorska veriga Ammarfjället z vršno planoto, ki doseže svoj vrh pri Rerrogaise (1611 m). Severovzhodno mejo med rezervatom in okrožjem tvori gorska veriga Björkfjället. Skupno ima povprečno nadmorsko višino 800–900 m, najvišji vrh v rezervatu pa je Vuorektjåkkå (1245 m).
Različna gorovja se sekajo v več dolinah in nižinah. Ena glavnih dolin rezervata je dolina reke Vindelälven, čeprav je celoten del južno od Ammarnäsa večinoma izključen iz rezervata. Severni del doline je precej pogreznjen, obdan z gorovjema Ammarfjället in Björkfjället, dolina pa se razširi, ko se približuje Ammarnäsu. Najnižja točka rezervata, na 345 m nadmorske višine, se nahaja južno od doline, ob obali jezera Storvindeln. V središču rezervata je še eno veliko območje z nizko nadmorsko višino okoli jezera Tärnasjön. Teren je raven, kar je privedlo do nastanka obsežne mreže mokrišč.
Nazadnje, proti vzhodu, na območjih, dodanih med širitvijo rezervata leta 1988, se nadmorska višina postopoma zmanjšuje in doseže ravnino.

### Podnebje
Podnebje rezervata ima pomembne kontraste. Na zahodni del močno vpliva vlažen zrak iz bližnjega Atlantskega oceana. Pozimi prinaša milejše temperature, poleti pa ohranja svežino. Bližnji Atlantik zagotavlja tudi znatno količino padavin. Vendar pa Norra Storfjället in gore, ki se nadaljujejo proti severu, skupaj z gorovjem Ammarfjället ščitijo vzhodni del rezervata pred prevladujočimi vetrovi z zahoda/jugozahoda. To blokira oceanski vpliv in ustvarja bolj celinsko podnebje. Tako regija Ammarnäs, ki je v padavinski senci, prejme manj kot 600 mm padavin na leto, medtem ko Hemavan, ki ni daleč stran, a je na zahodni strani Norra Storfjället, prejme približno 750 mm. V samih gorah količina padavin ponekod doseže 1200 mm. Rastna sezona na Švedskem, opredeljena kot število dni, ko povprečna temperatura preseže 5 °C, je približno 120 dni. Zaradi nižjih temperatur je večina teh padavin v obliki snega. Prvi sneg v povprečju zapade v začetku oktobra v sredini dolin, snežna odeja pa običajno traja do začetka junija.

### Hidrografija
Gorovje Vindelfjällen ima bogat rečni sistem. Rezervat pokriva velik del gorskega porečja reke Ume in varuje reko Vindel, glavni pritok porečja. Reka Vindel je ena od štirih 'nacionalnih rek' skupaj z rekami Torne, Kalix in Pite: štiri velike reke severne Švedske, katerih porečje je popolnoma zaščiteno pred gradnjo jezov in katerih tok trenutno ni reguliran. Reka Vindel tvori veliko število brzic gorvodno od Ammarnäsa.
V rezervatu je še nekaj drugih večjih rek. Reka Tjulån izvira v jezerih Tjulträsk in se v Ammarnäsu izliva v reko Vindel. Reka Juktån prečka veliko jezero Överst Juktan in se nadaljuje zunaj rezervata do reke Ume v skupni dolžini 170 km. Nazadnje reka Tärnaån izvira v jezeru Tärnasjön, preden se združi z reko Ume tik pred rezervatom. Reka Ume je zunaj rezervata, med gorovjem Artfjället in preostalim delom rezervata in za razliko od rek znotraj rezervata so njene vode regulirane in se uporabljajo za hidroelektrarne.
Rezervat ima več jezer, od katerih imajo največja pogosto podolgovato obliko, ki sledi topografiji dolin. Največji jezeri sta Överst-Juktan in Tärnasjön, obe dolgi približno 20 km. Tärnasjön je še posebej znan po velikem številu majhnih otokov v južni tretjini jezera, ki tvorijo mozaik vode in gozda, ki se razteza južno od jezera do enega največjih mokrišč. Severno od jezera se nahaja še eno obsežno mokrišče, Laivamyren. Pokriva kar 20 km2 in vključuje ostanke najjužnejših pals (šotna gomila s trajno zamrznjenim jedrom iz šote in mineralne zemlje) na Švedskem. Drugo pomembno mokrišče, čeprav manj obsežno, je Marsivagge v gorovju Ammarfjället. Številna mokrišča so raztresena tudi na nižjih nadmorskih višinah na vzhodu.
Voda je v obliki ledenikov na območjih, kjer nadmorska višina presega 1600 m, oziroma z drugimi besedami v gorovju Norra Storfjället in bolj lokalno v Ammarfjälletu. Imena ledenikov vključujejo Murtserglaciären, Måskonåiveglaciären, Norra Syterglaciären, Tärnaglaciären, Östra in Västra Skrapetjakkeglaciären ter Östra Syterglaciären, ki se vsi preučujejo že od konca devetnajstega stoletja.

## Geologija

### Nastanek
Vindelfjällen je del Skandinavskega gorovja, ki spominja na Kaledonski pas. Slednji je tudi izvor gora Škotske, Irske, Grenlandije in Svalbarda. Kaledonska orogeneza je obdobje, povezano s trkom Lavrentinske in Baltske plošče, ki je dosegel vrhunec med 420 in 400 milijoni let, z izginotjem Japetskega oceana zaradi subdukcije. Med tem dogodkom se fragmenti skorje prekrivajo in tvorijo narivne plošče. Med temi plastmi je ena še posebej, plast Seve-Köli, sestavljena predvsem iz oceanske skorje. Te plasti je mogoče najti vgrajene v gorovje (ofiolit). Sestavljene so iz različnih kamnin: plast Seve je sestavljena predvsem iz trdih kamnin, kot sta amfibolit in gabro ali zelo trde vrste sljude, medtem ko plast Köli v glavnem sestavljajo mehke kamnine, kot je skrilavec. Ta plast Seve-Köli prevladuje v geologiji rezervata, glavna izjema pa je območje od gorovja Artfjället do jezera Övre Ältsvattnet, ki ga sestavlja plast Rödingsfjäll, bogata z apnencem. V Ammarnäsu in drugod je mogoče videti srednjo plast, v kateri prevladuje filit, kot okno skozi plast Seve-Koli.
Gorska veriga je bila nenehno erodirana in je tvorila peneplen. Vendar pa je skandinavski peneplen od približno 60 milijonov let (kenozoik) doživel obsežno tektonsko dviganje. Vzroki za to niso jasni in predlaganih je bilo več hipotez. Ena teorija pravi, da je vpliv islandskega oblaka dvignil skorjo. Druga hipoteza nakazuje, da je morda prišlo do izostazije, povezane z poledenitvami. Ne glede na vzrok je dvig omogočil, da se je starodavni kanal včasih dvignil na več kot 2000 m.

### Geomorfologija
Medtem ko se Skandinavsko gorovje postopoma dviga, lahko erozija izniči to počasno rast. Čeprav to vključuje rečno erozijo, je ledeniška erozija, zlasti med velikimi poledenitvenimi dobami kvartarja (pred 1,5 milijona let), imela največji vpliv na trenutno geomorfologijo verige in rezervata. Ledeniki so rasli in vdirali v doline, nato pa so se postopoma združili v neprekinjeno ledeno ploščo, ki je v celoti prekrila območje. Narava kamnin je imela precejšen vpliv na količino ledeniške erozije. Večina mehkih kamnin plasti Koli je bila hitro erodirana, medtem ko so bile kamnine plasti Seve bolj odporne na erozijo. Tako so vrhovi Stor-Aigerta, pa tudi gorovja Ammarfjället, Rerrogaise, Sulåive in Stubekte trenutno sestavljeni iz amfibolitov in imajo strm relief. Podobno so najvišje točke gorovja Artfjället in Norra Storfjället večinoma sestavljene iz gabrov. Splošna smer toka vode vpliva tudi na relief: plasti se po navadi dvigajo od zahoda proti vzhodu, kar pomeni, da so zahodna pobočja na splošno blaga, vzhodna pa so pogosto strma. Najbolj vidni znaki ledeniške morfologije so ledeniške doline in doline v obliki črke U, kot so Syterskalet, vrh doline Vindelälven, Skebleskalet itd. Na zavetrni strani je tudi približno štirideset majhnih ledeniških kraterjev ali niš, večina obrnjenih proti vzhodu.
Ko so se ledeniki ob koncu zadnje ledene dobe umaknili, je velika ledena plošča na vzhodu pogosto preživela dlje kot ledena plošča v gorskih dolinah. Posledično je nastalo več jezer, saj se je voda zadrževala med gorami na zahodu in ledeniki na vzhodu. Jezera, kot sta jezero Marsivagge pri Tjulträsku in jezero Tärnasjön, so pustila aluvialne terase. Na primer, aluvialno teraso je mogoče videti severozahodno od Tärnasjöna na nadmorski višini približno 700 m. Umik ledenikov je v pokrajini razširil tudi morene različnih vrst. Poleg končnih moren je odličen primer morene Rogen, ki je odgovorna za arhipelag južno od jezera Tärnasjön. Na zahodni strani doline Marsivagge je mogoče videti dobro oblikovano moreno, dolgo več kot 3 km; njen izvor še vedno ni dobro razumljen. Na nekaterih območjih rezervata je mogoče najti tudi nekaj eskerjev.
Območje Artfjället – Övre Ältsvattnet je zunaj ledeniških formacij in predstavlja kraško topografijo. Poleg podzemnih vrtač in potokov so najbolj izjemna značilnost teh kraških formacij jame, ki so med največjimi na Švedskem.

## Naravno okolje
Naravni rezervat Vindelfjällen zajema skoraj vsa naravna okolja Skandinavskega gorovja. Po klasifikaciji WWF gre za kopenske ekoregije skandinavskega brezovega gozda, skandinavskih planot in ruske tajge. Rezervat ima skupno približno 500 km2 primarnih iglavcev, več kot 1600 km2 brezovih gozdov (največji zaščiteni brezov gozd na Švedskem), skoraj 1600 km2 alpskih barij in skoraj 300 km2 šotišč. Med številnimi habitati so trajni ledeniki, alpske reke, močvirja, alpska in borealna resja in travišča, gorskei senožeti in naravne reke.
Številne vrste, ki živijo v rezervatu, so vključene v direktivo o habitatih in direktivo o pticah Evropske unije in/ali veljajo za ogrožene na nacionalni ali mednarodni ravni, kar upravičuje uvrstitev rezervata v omrežje Natura 2000 kot pomembno območje za ptice. Poleg tega je jezero Tärnasjön uvrščeno med ramsarska območja (površina 11 800 ha).

### Rastlinstvo

#### Tajga
Skandinavski iglasti gozd tajge sestavljata predvsem rdeči bor (Pinus sylvestris) in navadna smreka (Picea abies). V rezervatu pa običajno prevladuje smreka, bor pa je le na omejenih območjih. Tajga raste predvsem na nadmorski višini pod 600 m, vendar se nekatere posamezne smreke najdejo med brezami v gozdovih višje v dolinah.
Rezervat sprva ni vključeval območja tajge doline Juktån, vendar je širitev leta 1988 prinesla tri nova območja tajge: Giertsbäcksdalen, Matsorkliden in Kirjesålandet. Ti bogati gozdovi so potrebovali zaščito znotraj rezervata in so še posebej dragoceni zaradi narave primarnih gozdov, z drugimi besedami, nikoli niso bili posekani. Ti primarni gozdovi so pomembni tudi za številne vrste, od katerih jih mnoge ogroža intenzivno krčenje tajge. Od vznožja švedskih gora in vzdolž celotne dolžine verige ti gozdovi ustvarjajo dragoceno kontinuiteto, ki je bistvena za preživetje več vrst tukaj. Čeprav preostali primarni gozdovi pogosto ležijo na substratu, revnem s hranili, se določena območja rezervata štejejo za produktivna, zlasti Kirjesålandet, ki je idealno izpostavljen jugozahodu in tako ponuja ekološko nišo za edinstveno floro. V bližini gore so požari manj pogosti kot na ravnicah na vzhodu.
Kar zadeva vegetacijo, so gozdovi dom številnih relativno redkih ali ogroženih vrst lišajev in lignikolnih gliv.

#### Brezovi gozdovi
Brezovi gozdovi so značilna značilnost subalpskega Skandinavskega gorovja. Gre za podvrsto puhaste breze (Betula pubescens), ki jo zaradi svoje oblike pogosto imenujemo kriva breza (Betula pubescens subsp. Tortuosa). Ti gozdovi se začnejo na meji iglavcev (med 500 in 600 m) in tvorijo gozdno mejo na nadmorski višini približno 800 m, čeprav je to precej spremenljivo glede na lokacijo. Tako predstavljajo prevladujočo sredino rezervata. Različne vrste brezovih gozdov lahko razvrstimo glede na naravo podrasti; v Vindelfjällnu so predvsem tako imenovani mahoviti brezovi gozdovi in travniški brezovi gozdovi. Gozdovi, bogati z lišaji, so na tem območju redki, a so zelo pogosti proti severu.
Gozdovi, bogati z mahom, so najpogostejši. V njihovi podrasti prevladujejo mahovi in borovnice (Vaccinium myrtillus) ter nizke trave. Po drugi strani pa se prerijski gozdovi pojavljajo na območjih, kjer je apnenec pogostejši, kot je gorovje Artfjället, ali na sončnih območjih z dobrim dostopom do vode, kot je na severni obali jezera Stor-Tjulträsket, na območjih doline reke Vindel, obrnjenih proti jugu, ali blizu Aivaka severno od jezera Överst-Jukan. Podrast je tam veliko bogatejša, z raznolikimi vrstami trav.

#### Mokrišča
Rezervat ima veliko mokrišč, običajno v subalpskih regijah. To so pretežno barja aapa, imenovana tudi vrvičasta barja zaradi oblike teh močvirij. Glavne rastline, ki tam rastejo, so šotni mah, ostričevke (Cyperaceae) in vrbe, vendar je tu tudi nekaj šotnih pritlikavih brez, zajčji rep (Eriophorum vaginatum), jesenska vresa (Calluna vulgaris), barska kopišnica (Vaccinium uliginosum) in barjanska robida (Rubus chamaemorus).

#### Barje in travniki
Alpski svet sestavljajo predvsem barja in alpska tundra. Zaradi lažjega razumevanja je razvrščena v nižjo, srednjo in zgornjo alpsko raven.
Spodnja alpska raven se imenuje tudi vrbova raven zaradi prisotnosti več vrst vrb, kot sta puhasta vrba (Salix lapponum) in siva vrba (Salix glauca). Te se pogosto mešajo s pritlikavimi brezami (Betula nana) in včasih tvorijo gosto grmovje. Ti grmi so običajno v nižjih delih nižjega alpskega območja in delujejo kot prehod med brezovimi gozdovi in višje ležečimi travnatimi barji. Na tej ravni najdemo tudi navadno zlato rozgo (Solidago virgaurea) in borovnice. Brezovi gozdovi so bolj občutljivi in nanje močno vpliva lokalno podnebje na tej ravni. Na suhem zemljišču prevladuje sibirska črna mahunica (Empetrum nigrum). Na območjih, izpostavljenih vetru, se razvijajo le pritlikave azaleje (Kalmia procumbens) in alpska medvejka (Arctostaphylos alpina). Nasprotno pa so v apnenčastih tleh, barjih in travnikih bolj razširjeni grmičevji, kot je alpska velesa (Dryas octopetala). To še posebej velja za gorovje Artfjället, ki je znano po bogati flori. Pravzaprav bi ime Artfjället lahko prevedli kot »gora mnogih vrst«. Travniki prikazujejo tudi množico pisane flore, vključno ozkočeladasta preobjeda (Aconitum lycoctonum), planinska ločika (Cicerbita alpina) in navadna pogačica (Trollius europaeus).
V srednjealpskem pasu, ki je pogosto opredeljen kot območje nad mejo borovnic, se število vrst močno zmanjša, tla pa so vse bolj obrabljena. Uspevajo le najbolj odporne rastline; kot so pritlikave azaleje, strupena vresa, modra resa (Phyllodoce caerulea), mahovnato vresje (Harrimanella hypnoides), Diapensia lapponica in Ranunculus glacialis.
Rastline, ki lahko preživijo v zgornjem alpskem pasu (nad 1300 m), so pretežno omejene na mahove in lišaje, čeprav se ledeniške zlatice včasih najdejo tudi na teh nadmorskih višinah.

### Živalstvo
Raven vegetacije je pomembna tudi za živali: vrstna raznolikost je veliko večja na nižjih nadmorskih višinah, zlasti v gozdovih. Vendar pa so živali za razliko od rastlin redko omejene na določeno raven.

#### Sesalci
Vindelfjällen je dom številnih sesalcev, značilnih za švedske gozdove. Tipičen primer je los (Alces alces), ki je v znatnem številu prisoten v iglastih in brezovih gozdovih v glavnih dolinah. Reka Tärnaån je bila eno prvih območij, kjer je bil evropski bober (Castor fiber) ponovno naseljen na Švedskem leta 1924, potem ko je bila vrsta leta 1871 popolnoma izginila. Glavni švedski plenilci, ki so ogroženi na Švedskem, so dobro ukoreninjeni tudi v Vindelfjällnu. Leta 2004 so bile zabeležene vsaj tri družine risa (Lynx lynx, ranljiva vrsta na Švedskem), kar je pomembno glede na obseg ozemlja teh živali. Rjavi medved (Ursus arctos, ranljiva vrsta na Švedskem) je bil nekoč v dolini reke Vindel bogat in čeprav je še vedno prisoten v rezervatu, se je njegovo število znatno zmanjšalo. Zdi se, da je volk (Canis lupus lupus, kritično ogrožen na Švedskem) popolnoma izginil iz regije. Nazadnje je rosomah (Gulo gulo, ki je na Švedskem razvrščen kot ogrožen) v rezervatu dobro uveljavljen. Čeprav je običajno gozdna žival, v gozdovih Švedske ni več prisoten, razen v bližini gora, in Vindelfjällen ni izjema. To je verjetno posledica velike populacije okoli Ammarfjälleta. Med drugimi plenilci je tudi navadna lisica (Vulpes vulpes), ki se, tako kot v večini švedskih gora, hitro širi in konkurira polarni lisici (Vulpes lagopus) celo v tundri.
Za alpsko tundro je značilnih več vrst sesalcev, na primer severni jelen (Rangifer tarandus). Tako kot v preostalem delu države so tudi severni jeleni udomačeni in pripadajo samijskim vasem, vendar živijo v stanju delne svobode. V gorovju Vindelfjällen je bilo skupno več kot 20.000 severnih jelenov. Druga značilnost skandinavskega tundrskega leminga je norveški leming (Lemmus lemmus). Njegov sloves temelji predvsem na občasnih populacijskih eksplozijah. Dejansko se v povprečju vsaka štiri leta število teh glodavcev dramatično poveča in napade velika območja, preden hitro pogine. Ugodne vremenske razmere in dober dostop do hrane so najverjetnejši razlogi za strmo povečanje populacije. Njihovo množično poginjanje je manj razumljeno, morda povezano z zmanjšanjem vegetacije zaradi njihovega prekomernega uživanja ali širjenjem epidemij med populacijo. Ne glede na to je ta pojav izjemno pomemben za celoten ekosistem gore. To še posebej velja za najbolj simbolično žival rezervata; polarno lisico. Te lisice se razmnožujejo skoraj izključno v letih eksplozije populacije lemingov. V Skandinavskem gorovju je le približno 200 polarnih lisic, zato so na Švedskem uvrščene med kritično ogrožene. Vindelfjällen je eno najpomembnejših območij vseh gora za to vrsto in je aktivno zaščiteno. Gorovje Björkfjället je eno najboljših območij Vindelfjällena za te majhne pse, prisotni pa so tudi v gorovju Artfjället.

#### Ptice
Naravni rezervat Vindelfjällen je gnezdišče številnih vrst ptic zaradi široke palete habitatov, še posebej pa zaradi številnih mokrišč, vključno s tistimi okoli jezera Tärnasjön in v dolini Marsivagge. Samo dolina Marsivagge velja za gnezdišče približno 120 različnih vrst.
V teh mokriščih živi več vrst plojkokljunov (Anseriformes), kot so črna raca (Melanitta nigra), zimska raca (Clangula hyemalis), zvonec (Bucephala clangula), čopasta črnica (Aythya fuligula), rjavka (Aythya marila), mlakarica (Anas platyrhynchos), žvižgavka (Anas penelope), srednji žagar (Mergus serrator), ozkokljuni liskonožec (Phalaropus lobatus) in veliki žagar (Mergus merganser).
Mala gos (Anser erythropus), ogrožena vrsta, je prej gnezdila okoli jezera Tärnasjön, vendar je tam že nekaj let niso videli; čeprav še vedno redno uporablja delto Ammarnäs pri selitvi. Obstaja tudi veliko vrst obalnih ptic, kot so močvirski martinec (Tringa glareola), rdečenogi martinec (Tringa totanus), spremenljivi prodnik (Calidris alpina), morski prodnik (Calidris maritima), mali martinec (Actitis hypoleucos), kozica (Gallinago gallinago), Philomachus pugnaxin mali škurh (Numenius phaeopus). Na barjih v bližini mokrišč sta tudi dular (Charadrius morinellus) in zlata prosenka (Pluvialis apricaria). Polarni slapnik (Gavia arctica) in ribji orel (Pandion haliaetus) običajno gnezdita v bližini jezer.
Mokrišča niso edina mesta, kjer so ptice v rezervatu. Redni popisi, ki se izvajajo v dolini Tjulträsk, kažejo, da na enem kvadratnem kilometru brezovih gozdov gnezdi med 400 in 500 parov ptic, od katerih je polovica severni kovaček (Phylloscopus trochilus). Ti gozdovi in alpsko vrbovo grmovje so tudi območje modrega slavca (Luscinia svecica), ostrogleža (Calcarius lapponicus) in barjanskega snežnega jereba (Lagopus lagopus). Barja pa so območje navadnega kupcarja (Oenanthe oenanthe), male cipe (Anthus pratensis) in občasnega uhatega škrjanca (Eremophila alpestris). Na višjih nadmorskih višinah so ptice redke, vendar je v tej regiji mogoče najti snežnega strnada (Plectrophenax nivalis). Končno so gore pomembno lovišče za planinskega orla (Aquila chrysaetos), kanjo (Buteo lagopus), krokarja (Corvus corax), snežno sovo (Bubo scandiacus), dolgorepo govnaćko (Stercorarius longicaudus), arktičnega sokola (Falco rusticolus) in sokola selca (Falco peregrinus).

## Zgodovina

### Prazgodovina in priseljevanje Samijev
{{glavni|Sami]]
Prvi ljudje so prispeli v gore po umiku ledu ob koncu zadnje ledene dobe, pred približno 9000 leti. To so morda bili predniki Samijev, nomadskega ljudstva, ki je živelo v severni Skandinaviji. Sprva so se preživljali z lovom in nabiranjem, severni jeleni pa so bili njihov glavni vir. V vasi Ammarnäs so našli brusne kamne, keramiko in palice, v bližini Tjulträska so našli kremenove drobce in puščične konice, v bližini Forsavana, južno od Tärnasjöna, pa so odkrili fragmente kamnitega noža. Sledi bivališč iz kamene dobe je mogoče videti v bližini jezer Biellojaure, Överuman in Stor-Laisan. Vse te sledi in artefakti segajo vsaj v obdobje pred 4000 do 5000 leti. V gorah so odkrili tudi sisteme jam za severne jelene, na območjih, kjer so se severni jeleni med letnimi selitvami včasih premikali. Najpogosteje so bile to luknje velikosti približno dva krat tri metre, globoke enega ali dva metra, pogosto razmaknjene dvajset ali trideset metrov druga od druge. Pokrite so bile s travo ali listjem, na dnu pa so bile verjetno trni, ki so žival ubili med padcem. V rezervatu je prisotnih več kompleksov tovrstnih pasti. Pasti so bile najpogosteje narejene na robu brezovih gozdov, vendar so pri Vindelkrokenu našli redko past na višji nadmorski višini. Nekatere pasti so uporabljali še pred 700–800 leti, nakar so Sami spremenili svoj življenjski slog in začeli slediti selitvi udomačenih severnih jelenov namesto lovljenja divjih severnih jelenov. V rezervatu so odkrili deset starodavnih grobov Samijev. Pogosto so bili postavljeni višje, da bi imeli pogled na okoliško pokrajino. Dva groba sta precej severno od jezera Tärnasjön na majhnem hribu s pogledom na barja. Južno od jezera Tärnasjön so na otokih tudi grobovi iz 18. in 19. stoletja, verjetno postavljeni tam, da bi jih zaščitili pred plenilci.
Med ostanki so tudi širši temelji kot pri tradicionalnih samijskih bivališčih, saj jih samijske legende povezujejo s stallom, zlobnim velikanom. Nedavne študije kažejo, da je to pravzaprav najstarejše znano samijsko naselje. V rezervatu so ti veliki temelji pogosto v bližini pasti. Na primer, nekaj jih je pri Vindelkrokenu in več blizu jezera Överuman. Stallosi so pogosto opisani kot neumni, vendar imajo nadčloveško moč. Na vrhu blizu jezera Giengeljaure je na nekaj majhnih kamenčkov postavljen ogromen kamen, imenovan stalostenen, kar dobesedno pomeni 'kamen stallo'. Legenda pravi, da bi stallo sem postavil kamen, da bi dokazal svojo moč.
V rezervatu je veliko krajev, ki jih Sami imajo za svete, imenovane tudi Sieidi. Te svete kraje lahko opazimo v samijskih krajevnih imenih. Besede Ailes, Pass, page, Saivo ali Akka, ki se pojavljajo v več krajevnih imenih, so svete besede. Na primer, lesen idol, ki je zdaj razstavljen v Nordijskem muzeju, so našli v skalni luknji blizu jezera Överst-Juktan, blizu reke Ailesjokk. Omenjena luknja je bila pravzaprav kraj, kjer so Sami običajno darovali lesene ali druge živalske kosti. Podobno najdišče je Rosapakte, vzhodno od Lillfjälleta blizu jezera Överuman.
Verjetno je veliko grobov in svetih mest, ki niso znana, saj so Sami verjetno želeli ta mesta zaščititi pred plenjenjem.
Od 20. stoletja se je način življenja Samijev precej hitro razvijal. Ena od sprememb je opustitev več kata, ki so se v preteklosti uporabljale med selitvijo živali med zimskimi in poletnimi pašniki. Te rudimentarne zapuščene stavbe je postopoma prevzela narava in jih je težko opaziti, vendar so bile nekatere obnovljene, da bi pričale o tradicionalnem življenju Samijev.

### Švedska kolonizacija
Od začetka 18. stoletja so na to območje začeli prihajati Švedi in se naseljevati v dolinah. Vendar pa do 19. stoletja ni bilo nobenih vasi, npr. vasi so bile ustanovljene na območju okoli jezera Stor-Laisan Ammarnäs leta 1830. Prva hiša je bila zgrajena leta 1826, leta 1850 pa je bila vas že dobro razvita. To kolonizacijo je kraljestvo spodbujalo z oprostitvijo davkov ali drugimi privilegiji. Večina sedanjih vasi izvira iz tega obdobja. Zgrajenih je bilo več cerkva, včasih celo pred namestitvijo Švedov, ki so služile kot prostor čaščenja nedavno evangeliziranih Samijev. Na primer, kapela Jillesnåle, blizu rezervata, na bregovih Storvindelna, je bila prvotno zgrajena leta 1750, kapela Vila pa je bila zgrajena leta 1723 blizu jezera Överuman, vendar je bila po spremembi norveške meje leta 1751 opuščena in je štiri leta pozneje zagorela. V rezervatu, južno od jezera Överst-Juktan, stoji tudi cerkev Viktoriakyrkan, zgrajena leta 1938, ko do nje ni vodila cesta: na mestu so posekali leseno konstrukcijo. Sredi 1970-ih je bila zgrajena cesta, ki je povezovala cerkev. V bližini cerkve je več manjših posesti z majhnimi površinami obdelane zemlje. Ta območja so zdaj zapuščena ali se sezonsko uporabljajo za lov ali ribolov.
Številne poti, ki se danes uporabljajo kot pohodniške poti, so bile prvotno komunikacijske poti za gorske prebivalce. Na primer, duhovnik, ki je opravljal bogoslužje v kapeli Jillesnåle, je moral potovati tudi do 70 km oddaljene kapele Tärnaby in tam opravljati bogoslužje. Zaradi pomanjkanja ceste so med cerkvama ustvarili pot. Ta pot skozi južni del rezervata obstaja še danes. Drug primer je pot, ki se začne pri Ammarnäsu in sledi dolini reke Vindel, nato se pridruži Vindelkrokenu in nato prečka norveško mejo do Mo i Rana. Ta pot je bila sredi 19. stoletja uporabljena za nakup relativno poceni živil na Norveškem, v gospodarsko težkem času za Švede. To potovanje, dolgo sto kilometrov, s tovori, ki so se približevali 50 kg, je bilo zelo zahtevno in nekateri od teh Norvežanov, kot je bil Josef Berglund iz Ammarnäsa, so postali lokalne legende. Od leta 1892, ki je bilo še posebej težko leto, so ljudje začeli uporabljati konje za prevoz dobrin in so morali ob teh cestah graditi hleve in koče, kot sta Vitnjul in Dalavardo. Ta trgovina se je nadaljevala do prve svetovne vojne.

### Zaščita območja
Prvi predlog za zaščito območja se je pojavil leta 1930, ko je bilo predlagano, da Kirjesålandet postane narodni park, vendar do tega ni prišlo. V 1950-ih so razvoj hidroelektrarn v državi gradili zajezitvena jezera, vendar so se že pojavljali pomisleki glede vpliva teh elektrarn na okolje. Zlasti so potekale burne razprave o razvoju rek Ume in Vindel. To je leta 1961 privedlo do sporazuma, imenovanega »mir iz Sareka« (Sarek freden i), ki je preprečil razvoj na nekaterih rekah Vindelälven in v zameno dal svobodo za razvoj drugih rek, vključno z reko Ume. Razvila se je tudi ideja o zaščiti katerega koli dela goratega porečja Vindelälven. V okviru tega projekta bi se rezervat, imenovan Rezervat Vindel-Laisfjällen (po reki Vindel in njenem glavnem pritoku Laisälven), raztezal na 7400 km2, od tega 4800 km2 v okrožju Västerbotten, preostanek pa v okrožju Norrbotten. Leta 1973 je bila ustanovljena delovna skupina, sestavljena iz predstavnikov okrožij in Naturvårdsverket, vendar se Norrbotten ni pridružil. Sčasoma je bil 25. februarja 1974 pod imenom Vindelfjällen zaščiten le del, ki je bil vključen v okrožje Västerbotten, vlada pa ga je potrdila julija 1975. Načrt za zaščito rezervata je bil dokončno objavljen leta 1978. Znana pohodniška pot Kungsleden se je takrat raztezala med Hemavanom in Ammarnäsom v povezavi z ustanovitvijo rezervata.
V 1980-ih je Naturvårdsverket (švedska agencija za varstvo okolja) vodil obsežen nacionalni popis primarnih gozdov in štiri leta pozneje izdal poročilo. Nekatera območja primarnih gozdov so bila že popisana za vključitev v rezervat Vindelfjällen, zato je bilo naravno, da se je rezervat 25. januarja 1988 razširil na več kot 5500 km2 z dodatkom primarnih iglavcev Kirjesålandet, Matsorliden in Giertsbäcksdalen. Leta 1993 je bila celotna reka Vindel dokončno razglašena za nacionalno reko (Nationalälven), s čimer je bila trajno zaščitena skupaj z vsemi svojimi pritoki pred kakršnim koli razvojem hidroelektrarn. Celoten rezervat je bil nazadnje vključen v omrežje Natura 2000.
V svojem drugem načrtu za narodne parke, objavljenem leta 2008, je Naturvårdsverket predlagal spremembo statusa naravnega rezervata s preoblikovanjem v narodni park. Status narodnega parka je najvišja raven varstva narave po švedski zakonodaji. Leta 2007 je občinski svet občine Sorsele izrazil soglasje k predhodni študiji o spremembi, vendar se številni prebivalci s peticijo niso strinjali. To je leta 2008 povzročilo novo glasovanje, tokrat pa je občinski svet izrazil nestrinjanje s predhodno študijo. Razlog za zavrnitev je bil, da so mnogi ljudje imeli pomisleke, da bi strožji zakon preprečil številne dejavnosti, kot so vožnja z motornimi sanmi, lov in ribolov. Nasprotno pa so ljudje, ki so bili naklonjeni projektu, menili, da bi status narodnega parka ponudil večjo mednarodno prepoznavnost in s tem privabil več turistov. Poleg tega najvišja zaščita preprečuje tudi rudarjenje na tem območju. Pravzaprav je kanadsko podjetje Blackstone Nickel zaprosilo za raziskovalno dovoljenje za vrtanje v rezervatu. Dovoljenje je bilo izdano leta 2009, saj prvotna pravila rezervata tega morda niso upoštevala. Zaradi težav, ki jih je vrtanje povzročilo čredam severnih jelenov, je bilo podjetju naloženo, da kmetom izplača odškodnino, vendar do marca 2013 še vedno ni plačalo.

## Upravljanje in regulacija
Na Švedskem je ustanovitev in upravljanje naravnih rezervatov v pristojnosti občin in/ali okrožij. V tem primeru je za upravljanje rezervata Vindelfjällen odgovorno okrožje Västerbotten. Celotno območje rezervata pripada državi.
Pravila, ki določajo, kaj je dovoljeno in kaj prepovedano, se razlikujejo od rezervata do rezervata in se določijo individualno ob ustanovitvi vsakega rezervata. Med pravili rezervata Vindelfjällen je prepovedana gradnja infrastrukture ali izkoriščanje gozda. Obisk doline Marsivagge je prepovedan med 15. majem in 1. avgustom, da se ne bi motilo ptice. Prepovedana je tudi vožnja z motornim vozilom zunaj območij, določenih za ta namen, z izjemo dejavnosti, povezanih z rejo severnih jelenov s strani Samijev. Še posebej je vožnja z motornimi sanmi dovoljena na poteh za motorne sani, pa tudi na več območjih okoli Ammarnäsa in Hemavana, južno od jezera Tärnasjön ter Kirkjesålandeta in Giertsbäcksdalena. V rezervatu je dovoljen lov na male živali (majhne sesalce ali ptice, zlasti belke). Lov je dovoljen le, kadar severnih jelenov ni, da se ne bi motilo njihovo razmnoževanje. Lovska sezona je urejena glede na populacijo vrste, zlasti belke, ki se nenehno spremlja: če populacija pade na določeno raven, je lov začasno prepovedan. Lov na lose je dovoljen le v gorah in le prebivalcem gora. Dovoljen je tudi ribolov. Športni ribolov je urejen z izdajo ribolovnih dovoljenj, število pa se izračuna glede na zmogljivost reke ali jezera. Gorski prebivalci in Sami imajo pravico do ribolova z mrežami za osebno porabo, vendar le v velikih produktivnih jezerih.
Upravljavski ukrepi se določijo ob ustanovitvi rezervatov in se redno posodabljajo (običajno več let). Za rezervat Vindelfjällen okrožje zagotavlja podroben popis velikih sesalcev in ptic; za nekatere vrste se izvaja letno. Podobno se redno popisujejo iglasti gozdovi in breze ter druge zanimive rastline. Okrožje zagotavlja tudi dobro vzdrževanje turistične infrastrukture.

## Dejavnosti

### Turizem
Število turistov, ki obiščejo rezervat, se je od ustanovitve rezervata znatno povečalo. Leta 2000 je v vaseh Tärnaby, Hemavan in Ammarnäs prenočilo 412.000 turistov. Podobno je bilo leta 2010 število turistov, ki so prenočili v eni od koč ob pohodniški poti Kungsleden, približno 5000. Turistične dejavnosti so številne in raznolike ter vključujejo pohodništvo, jahanje, sankanje s pasjo vprego, tek na smučeh, vožnjo z motornimi sanmi, lov, ribolov, raziskovanje kulture Sami itd. V rezervatu je dejavnih veliko turističnih podjetij, oznaka naravnega rezervata Vindelfjällen pa se aktivno uporablja za promocijo turizma, tako s strani lokalnih kot nacionalnih agencij.
Glavne vstopne točke za obisk rezervata so vasi Ammarnäs ali Hemavan. Obe vasi sta zlahka dostopni po cesti in sta z avtobusom povezani z glavnimi železniškimi postajami in regionalnimi mesti, kot sta Umeå na Švedskem ali Mo i Rana na Norveškem. Letališče Hemavan Tärnaby je najbližje letališče rezervatu in ima en let na dan, šest dni na teden, do in iz Stockholma-Arlande, s časom leta 2,5 ure.
Ob svojem nastanku je imel rezervat zelo malo turistične infrastrukture, eden od navedenih ciljev te ustanovitve pa je bil izboljšati dostopnost. Leta 1978 je švedski arhitekt Tore Abrahamsson predstavil poročilo upravi okrožja Västerbotten, v katerem je priporočil gradnjo poti in koč. Iz tega je zaživelo veliko projektov. Na primer, leta 1983 so bile vzdolž poti Kungsleden zgrajene koče (stuga), leta 2001 pa so bile med letoma 1993 in 1994 še druge koče (koja) znotraj območja rezervata, ki je bil dodan leta 1988. Leta 1984 je bil v Ammarnäsu zgrajen Naturum (interpretacijski center narave), leta 2004 pa še en v Hemavannu.
Dandanes ima rezervat obsežen sistem poti, ki meri približno 600 km. Najbolj znana pot je pot Kungsleden, znani pa sta tudi pot Drottningleden (južno od Hemavana) in pot Vindelvaggileden (ob dolini reke Vindel). Poti so narejene iz desk na mokrišču in številnih mostov. Skupno je v rezervatu več kot 40 mostov, najbolj opazni so zaporedni mostovi, ki prečkajo jezero Tärnasjön na južnem arhipelagu; včasih imenovani Vindelfjällen Golden Gate. Večina poti so pozimi tudi poti za motorne sani, obstajajo pa tudi posebne poti. Da bi pohodniki in vozniki motornih sani lahko prenočili v rezervatu, so v rezervatu zgradili številne koče. Obstajajo tri vrste koč: ena je plačljiva stuga koča za prenočitev in pogosto vsebuje nekaj opreme (telefon za klic v sili, kuhinja itd.), koja je brezplačna koča za prenočitev, vendar ni opremljena, in končno osnovni rastskydd je majhna koča za kratek oddih. Leta 2012 je bilo v rezervatu petnajst stug in osem koja (s skupno kapaciteto 250 ljudi) ter sedem rastskydd. Glavne stuge (vsaka sprejme do 30 ljudi) so  vzdolž poti Kungsleden, v bližini pa je tudi več drugih poti. Koje so večinoma v iglastih gozdovih in običajno niso povezane z omrežjem poti.
- Zaporedni mostovi južno od jezera Tärnasjön
- Savna kompleks v Tärnasjöstugorna
- Zavetišče (Rastskydd) v Juovatvaratje po poti Kungsleden

### Drugo
Poleg turizma je glavna dejavnost rezervata reja severnih jelenov, ki jo izvajajo Sami, eden od ciljev rezervata pa je zaščititi to tradicionalno dejavnost. Rezervat je na zahodnem delu treh ozemelj, znanih kot sameby (dobesedno samijska vas): Grans, Rans in Ubmeje tjeälddi. Sameby je skupina Samijev in ozemlje, na katerem imajo pravico rediti severne jelene. V teh treh samebyjih živi več kot 20.000 severnih jelenov. Pomemben turizem v rezervatu je včasih v nasprotju z rejo jelenov. Po drugi strani pa živinorejske dejavnosti včasih nasprotujejo varstvu okolja, zlasti uporaba motornih vozil, ki lahko povzročijo znatno škodo rastlinstvu.
Lov in ribolov sta prav tako pomembni dejavnosti v rezervatu, tako za lokalno prebivalstvo za lastno porabo kot za prosti čas. Slednje delno organizirajo turistična podjetja.
Nenazadnje je znanstveno raziskovanje dejavnost, ki v rezervatu raste. To se je bolj razvilo v 1950-ih zaradi razvoja hidroelektrarn. V tem času so znanstveniki začeli temeljito popisovati bogastvo flore in favne v dolini Vindelälven. Leta 1963 je Univerza v Lundu ustanovila projekt LUVRE (Univerza v Lundu, ekspedicija na reko Vindel: odprava reke Vindel s strani Univerze v Lundu), ki je pripomogel k uradni zaščiti reke. Znanstveniki še danes redno popisujejo floro in favno v okviru tega projekta. Drug pomemben projekt, SEFALO, se je v rezervatu začel v 1980-ih. Vodila ga je Univerza v Stockholmu z namenom zagotoviti ohranitev polarne lisice. Raziskava je bila izvedena z namenom razumevanja številnih dejavnikov, ki bi lahko pojasnili, zakaj vrsta kljub zaščiti ne uspeva v Skandinavskem gorovju. Projekt se je od takrat razširil po Skandinavskem gorovju. Leta 1994 je bila zgrajena raziskovalna postaja za raziskovalce iz Ammarnäsa.